# NK Koper
NK Koper je slovenski nogometni klub iz Kopra (sl. Koper). Od 2008. do 2015. godine nosi sponzorski naziv Luka Koper. Trenutačno se natječe u 1. SNL.

## Povijest
Klub je nastao kao Circolo Sportivo Capodistriano 1920. godine. Ekipu su stvarali studenti, radnici i ribari. Njegove su boje bile horizontalne crno-bijele, s crvenom zvijezdom na prsima koja je odavala ljevičarski politički korijen koji je ubrzo postao izvor napetosti s usponom fašizma. Godine 1926., nakon što je izdana povelja iz Viareggio i poslije fašističkog puča u talijanskom nogometu, klub je prisiljen od strane režima na zamjenu menadžera i preimenovanjem u Unione Sportiva Capodistriana žuto-plavim bojama, obrnute u odnosu na danas, a 1934. je opet prisiljen mijenjati ime u Libertas. 
1947. kao i svi klubovi u Jugoslaviji je prisiljen sad od novog režima postati veliko fiskulturno društvo, i mijenjati ime u SCF Aurora. Godine 1948. povećavaju se tvrtke koje djeluju na području Kopra, također zahvaljujući širenju sporta u okolnim krajevima, favoriziranim od strane vlasti: djeluju Aurora, Medusa, Partizan, Edilit, Adria, kojima se dodaje u 1949. Proleter. Koparske ekipe 1947., 1948., 1949. sudjeluju na prvenstvu Slobodne teritorije Trsta (STT) zajedno s ostalim ekipama Istre i okolice Trsta. Kasnije sudjeluju na prvenstvu Istre, zajedno s ekipama iz jugoslavenskog dijela Istre. U međuvremenu se tih godina etnička situacija radikalno mjenja egzodusom talijanskih govornika. Godine 1955., kada je zona B FTT-a sada dodijeljena Jugoslaviji, došlo je do spajanja Aurore i Meduze, čime je nastao NK Koper. 
Pod ovakvim imenom klub je igrao u različitim jugoslavenskim ligama, te se smatra jednim od najuspješnijih slovenskih nogometnih klubova. Godine 1991. nakon raspada Jugoslavije i stvaranja novih republika među kojima i Slovenije, stvaraju se 1. SNL (Prva slovenska nogometna liga) i 2. SNL (Druga slovenska nogometna liga). 
Početkom 1990-ih klub je imao solidne uspjehe. Krajem 1990-ih, klub je ispao iz prve, te se počeo natjecati u drugoj ligi. Osim toga, klub je imao ozbiljnih financijskih problema, pa je preimenovan u FC Koper, čime je izbjegnuto plaćanje dugova. 
Početkom novog tisućljeća, FC Koper postiže sve bolje rezultate (treće mjesto u sezoni 2001./02.). U sezoni 2003./04. prvi su put igrali u nekom europskom natjecanju nakon 1991. Bilo je to natjecanje Intertoto kup.
Uskoro su navijači kluba preuzeli kontrolu i pokušali ga spasiti od bankrota i gašenja, kao što se to događalo NK Olimpiji, Muri i Ljubljani. U sezoni 2005./06. Mladen Rudonja se vratio u klub i sa sobom doveo srpsko-američkog poslovnika Milana Mandarića, koji je isplatio sve dugove. Nakon prve polovice te sezone, klub se borio za opstanak. No, u drugom dijelu, novi trener kluba Milivoj Bračun doveo je klub do 3. mjesta u 1. ligi i osvajanja Slovenskog nogometnog kupa. Bio je to prvi uspjeh Kopera nakon osamostaljenja Slovenije. Također, u sezoni 2006./07. klub je bio i u kvalifikacijama za tadašnji Kup UEFA-e. 
U sezoni 2009./10. klub je prvi put bio slovenski prvak te je u drugom pretkolu UEFA Lige prvaka igrao protiv zagrebačkog Dinama (1:5, 3:0).

### Promjene imena
- 1920. Circolo Sportivo Capodistriano
- 1926. Unione Sportiva Capodistriana
- 1934. Libertas
- 1947. SCF Aurora
- 1955. spajanje Aurore i Meduze, promjena u NK Koper
- 1990. preimenovanje u FC Koper Capodistria
- 2002. preimenovanje u FC Koper
- 2003. preimenovanje u FC Koper Anet
- 2008. preimenovanje u FC Luka Koper
- 2015. preimenovanje u NK Koper

## Stadion
NK Koper svoje domaće utakmice igra na stadionu SRC Bonifika. Stadion je dobio ime po dijelu Kopera u kojem se nalazi. Kapaciteta je 4.047 gledatelja, dok se u europskim natjecanjima kapacitet smanjuje na 2.500 mjesta zbog UEFA-inih pravila.

## Navijači
FC Koper bodre dvije navijačke skupine. Prva (starija) skupina se zove Tifozi Koper, a osnovana je 1987. godine. To je najstarija navijačka skupina u Sloveniji. Druga skupina osnovana je u ožujku 2002. godine, a zove se 12. Kopra.

## Treneri kroz povijest
| Trener                                 | Vrijeme vođenja |
| -------------------------------------- | --------------- |
| Lučo Pertič                            | 1982. – 1985.   |
| Dragan Popadić                         | 1985. – 1987.   |
| Milan Miklavič                         | 1987. – 1990.   |
| Branko Zupan                           | 1990. – 1992.   |
| Vlado Klinčarovski                     | 1992. – 1994.   |
| Marijan Jantoljak                      | 1994. – 1995.   |
| Predrag Stilinović                     | 1995. – 1996.   |
| Vladan Mladenović, Edi Pobega          | 1996. – 1997.   |
| Branko Zupan, Vlado Badžim             | 1997. – 1998.   |
| Marin Kovačić, Tone Hrovatič           | 1998. – 1999.   |
| Branko Zupan                           | 1999. – 2000.   |
| Branko Oblak                           | 2000. – 2001.   |
| Nenad Gračan                           | 2001. – 2002.   |
| Milivoj Bračun                         | 2002. – 2003.   |
| Igor Benedejčič                        | 2003. – 2004.   |
| Borut Jarc, Ivan Marjon                | 2004. – 2005.   |
| Samir Zulić, Milivoj Bračun/Borut Jarc | 2005. – 2006.   |
| Milivoj Bračun, Borut Jarc             | 2006.           |
| Vlado Badžim                           | 2007. – 2008.   |
| Nedžad Okčič                           | 2008. – 2011.   |
| Vlado Badžim                           | 2011.           |
| Milivoj Bračun                         | 2011. – 2012.   |
| Rodolfo Vanoli                         | 2012. -         |

## Uspjesi
Prvenstvo
- Prva slovenska nogometna liga:

Prvaci: 2009./10.
Kup
- Slovenski nogometni kup:

Pobjednici: 2005./06., 2006./07., 2014./15.
Superkup
- Slovenski nogometni superkup:

Pobjednici: 2010., 2015.

## Nastupi u europskim natjecanjima
| Sezona    | Natjecanje         | Krug        | Država      | Klub               | Rezultat |
| --------- | ------------------ | ----------- | ----------- | ------------------ | -------- |
| 2002.     | Intertoto Kup      | 1. krug     | Švedska     | Helsingborgs IF    | 0:1, 0:0 |
| 2003.     | Intertoto Kup      | 1. krug     | Hrvatska    | NK Zagreb          | 1:0, 2:2 |
|           |                    | 2. krug     | Slovačka    | ZTS Dubnica        | 1:0, 2:3 |
|           |                    | 3. krug     | Grčka       | Egaleo FC Atena    | 3:2, 2:2 |
|           |                    | polufinale  | Nizozemska  | SC Heerenveen      | 0:2, 0:1 |
| 2006./07. | Kup UEFA           | 1. pretkolo | Bugarska    | Liteks Loveč       | 0:1, 0:5 |
| 2007./08. | Kup UEFA           | 1. pretkolo | BiH         | NK Široki Brijeg   | 1:3, 2:3 |
| 2008./09. | Kup UEFA           | 1. pretkolo | Albanija    | Vllaznia Shkodër   | 1:2, 0:0 |
| 2010./11. | UEFA Liga prvaka   | 2. pretkolo | Hrvatska    | Dinamo Zagreb      | 1:5, 3:0 |
| 2011./12. | UEFA Europska liga | 1. pretkolo | Kazahstan   | Shakhter Karagandy | 1:1, 1:2 |
| 2014./15. | UEFA Europska liga | 1. pretkolo | Crna Gora   | Čelik Nikšić       | 4:0, 5:0 |
|           |                    | 2. pretkolo | Azerbajdžan | Neftchi Baku       | 0:2, 2:1 |
| 2015./16. | UEFA Europska liga | 1. pretkolo | Island      | Víkingur Reykjavík | 2:2, 1:0 |
|           |                    | 2. pretkolo | Hrvatska    | Hajduk Split       | 3:2, 1:4 |

## Vanjske poveznice
- Službene stranice
- Stranice navijačke skupine 12. Kopra  Arhivirana inačica izvorne stranice od 29. veljače 2012. (Wayback Machine)